# Surcos de sangre
 Surcos de sangre es una película coproducida en Chile y Argentina en blanco y negro dirigida por Hugo del Carril según guion de Eduardo Borrás sobre la novela Frau Sorge o La dama gris, de Hermann Sudermann que se estrenó el 22 de junio de 1950 y tuvo como protagonistas a Hugo del Carril y Esther Fernández. La película está basada en una novela alemana del siglo XIX y fue filmada en Chile para aprovechar el bajo costo.

## Sinopsis
Tras la quiebra de su familia, un joven debe trabajar intensamente en el campo y luchar contra todo género de adversidades.

## Reparto
- Hugo del Carril	... 	Pablo Fontán
- Esther Fernández	... 	Isabel
- Carlos Perelli	... 	Esteban
- Ana Arneodo
- Chola Osés
- César Fiaschi	... 	Esteban
- Ana Gryn
- Lautaro Murúa
- Julio Esbrez
- Lily del Carril
- Lilia Castilla
- María Castilla
- Arturo González
- Domingo Sapelli
- Justo Ugarte
- Blanca Fernandois Grez

## Comentarios
Ana María Lusnich opinó en El Amante del Cine (1993) que “El film propone un reordenamiento social que …debería premiar el trabajo y la virtud de los sujetos” y el crítico César Maranghello escribió que “El argumento aportó un tremendo fatalismo, dominado por un destino implacable. Héroe y heroína aparecen estereotipados ….Lo distinto se da en la manera de contar del director, en la estética ejemplar…Más que aristas sociales hay una intensa historia de amor.

## Premio
La Academia de Artes y Ciencias Cinematográficas de la Argentina le otorgó el premio Cóndor Académico a la mejor interpretación infantil de 1950 a Julio Esbrez por este filme.